# (1327) Namaqua
(1327) Namaqua – planetoida z pasa głównego asteroid okrążająca Słońce w ciągu 4 lat i 232 dni w średniej odległości 2,78 au. Została odkryta 7 września 1934 roku w Union Observatory w Johannesburgu przez Cyrila Jacksona. Nazwa planetoidy pochodzi od Namaqua, przybrzeżnego regionu w południowo-zachodniej Afryce. Przed nadaniem nazwy planetoida nosiła oznaczenie tymczasowe (1327) 1934 RT.